# Рябых, Николай Павлович
Николай Павлович Рябых (1910—1943) — старший лейтенант Рабоче-крестьянской Красной Армии, участник Великой Отечественной войны, Герой Советского Союза (1943).

## Биография
Николай Рябых родился в 1910 году в деревне Подколки (ныне — Бузулукский район Оренбургской области). После окончания шести классов школы работал в колхозе. В 1937—1939 годах проходил службу в Рабоче-крестьянской Красной Армии, окончил школу лётнабов. Демобилизовавшись, проживал и работал в Чкалове. В июле 1941 года Рябых повторно был призван в армию. Окончил курсы младших лейтенантов. С сентября 1942 года — на фронтах Великой Отечественной войны.
Принимал участие в длительных боях за Воронеж, сражении на Курской Дуге, освобождении Левобережной Украине.
К сентябрю 1943 года старший лейтенант Николай Рябых командовал ротой 705-го стрелкового полка 121-й стрелковой дивизии 30-го стрелкового корпуса 60-й армии Центрального фронта. Отличился во время битвы за Днепр. 27 сентября 1943 года рота Рябых переправилась через Днепр в районе села Ясногородка Вышгородского района Киевской области Украинской ССР и приняла активное участие в боях за захват и удержание плацдарма. 6 октября рота во второй раз переправилась через Днепр, на сей раз в районе села Козаровичи.
Указом Президиума Верховного Совета СССР от 17 октября 1943 года за «успешное форсирование реки Днепр севернее Киева, прочное закрепление плацдарма на западном берегу реки Днепр и проявленные при этом отвагу и геройство» старший лейтенант Николай Рябых был удостоен высокого звания Героя Советского Союза с вручением ордена Ленина и медали «Золотая Звезда».
В ходе последующего наступления 18 ноября 1943 года Рябых пропал без вести на территории Житомирской области.
Был также награждён орденом Александра Невского.